# Försvarsmaktens telenät- och markteleförband
Försvarsmaktens telenät- och markteleförband (FMTM) var ett svenskt försvarsmaktsgemensamt förband inom Försvarsmakten som verkade åren 2005–2015. Förbandsledningen var förlagd i Örebro garnison i Örebro.

## Historik
Försvarsmaktens telenät- och markteleförband bildades genom försvarsbeslutet 2004 den 1 januari 2005 genom att Redovisningsavdelning Bergslagen (RAB) omorganiserades och tillfördes resurser från Upplands regemente (S 1), Ostkustens marinbas (Marinb O), Sydkustens marinbas (Marinb S) samt Flygvapnets marktelenheter (MTE) från Jämtlands flygflottilj (F 4), Blekinge flygflottilj (F 17), Flygvapnets Uppsalaskolor (F 20), Norrbottens flygflottilj (F 21). Den 1 januari 2007 tillfördes även Försvarsmaktens anläggningsenhet och Försvarsmaktens taktiska datalänkcentral (JDLOC). Den 31 december 2015 avvecklades förbandet och i dess ställe bildades den 1 januari 2016 Försvarsmaktens telekommunikations- och informationssystemförband (FMTIS).

## Verksamhet
FMTM:s huvuduppgifter var att bedriva systemdrift och systemdriftledning av Försvarsmaktens gemensamma telekommunikations-infrastruktur, sköta systemdrift/driftledning av fasta insatsledningssystem för militärstrategiska/operativa funktioner och för sjö- och luftstridskrafter. Dessutom hade FMTM det tekniska ansvaret för bland annat fasta stabs- och ledningsplatser, mobila ledningsplatser, fasta telekomsystem, rörliga telekomsystem, fasta sensorsystem och rörliga telekrigsystem.
FMTM levererade stöd till berörda förband vid förbandsproduktion och övriga ansvariga myndigheter vad avser telekommunikationer och sensordata (radar) inom ramen för ingångna avtal. Stödet gällde även Försvarets materielverk och Fortifikationsverket vid anläggnings- och systemutbyggnad. Förbandet deltog även i utvecklingen mot nätverksbaserat försvar (NBF) och stödjer Högkvarteret vid planering och genomförande av insatser och övningar såväl nationellt som internationellt.

## Förläggningar och övningsplatser
Försvarsmaktens telenät- och markteleförband var i huvudsak förlagt i Boglundsängen i Örebro. Dock så bedrev förbandet verksamhet vid
15 orter.

## Heraldik och traditioner
Efter att fanan varit fastställd ett par år, och olika föreningar i överlämnandet, så överlämnade kung Carl XVI Gustaf förbandets nya förbandsfana den 7 juni 2012. Fanan bygger på förbandets heraldiska vapen, med ett tillägg av ett svärd i kantonen symboliserande att man är ett försvarsmaktgemensamt förband.

## Förbandschefer
- 2005–2010: Överste Lars-Olof Johansson
- 2010–2015: Överste Mats Klintäng [c]

## Namn, beteckning och förläggningsort
| Försvarsmaktens telenät- och markteleförband | 2005-01-01 | – | 2015-12-31 |

| FMTM | 2005-01-01 | – | 2015-12-31 |

| Örebro garnison (F) | 2005-01-01 | – | 2015-12-31 |